# Eva Zamojska
Eva Zamojska – amerykańska pedagog, dr hab. nauk humanistycznych, profesor uczelni i kierownik Laboratorium Badań Dyskursów Edukacyjnych Wydziału Studiów Edukacyjnych Uniwersytetu im. Adama Mickiewicza w Poznaniu.

## Życiorys
17 grudnia 1996 obroniła pracę doktorską Kulturowa tożsamość młodzieży. Studium empiryczne. Z badań nad młodzieżą ze szkół średnich, 11 maja 2011 habilitowała się na podstawie pracy zatytułowanej Równość w kontekstach edukacyjnych. Wybrane aspekty równości w polskich i czeskich podręcznikach szkolnych. Została zatrudniona na stanowisku adiunkta w Zakładzie Pedagogicznych Problemów Młodzieży na Wydziale Studiów Edukacyjnych Uniwersytetu im. Adama Mickiewicza.
Jest profesorem uczelni i kierownikiem w Laboratorium Badań Dyskursów Edukacyjnych na Wydziale Studiów Edukacyjnych Uniwersytetu im. Adama Mickiewicza w Poznaniu, a także członkiem Rady Dyscypliny Naukowej - Pedagogiki Uniwersytetu im. Adama Mickiewicza w Poznaniu.